# Abd-al-Qàdir Badauni
Abd-al-Qàdir Badauni (persa: ملّا عبدالقادر بن ملوک شاه بدائونی)  (Badaun, 21 d'agost de 1540 - Agra, 5 de novembre de 1615) poliglot de lletres, historiador i traductor d'obres àrabs i sànscrites en persa.
Va estudiar a diversos llocs i el 1563 va estar un temps a Badaun per passar el 1565 o 1566 a Patiala on va entrar al servei de Hussayn-Khan com a sadr. Es va barallar amb Hussayn-Khan el 1574. Llavors fou presentat a l'emperador Akbar per mitjà d'uns coneguts i aquest el va nomenar imam poc després. No va poder ascendir en l'administració però va treballar per l'emperador com a literat. Va morir en una data desconeguda pels volts del 1615. Les seves obres principals són:
- Kitab al-Hadith (perduda) sobre l'art de fer la guerra
- Tarikh-i Alfi, història de l'islam fins a 1592
- Muntakhab al-Tawarikh, història general dels musulmans a l'Índia entre Sebüktigin i el 1595